# Vallepietra
Vallepietra é uma comuna italiana da região do Lácio, província de Roma, com cerca de 378 habitantes. Estende-se por uma área de 51 km², tendo uma densidade populacional de 7 hab/km². Faz fronteira com Camerata Nuova, Cappadocia (AQ), Filettino (FR), Jenne, Subiaco, Trevi nel Lazio (FR).

## Demografia
| Variação demográfica do município entre 1861 e 2011                               |
|                                                                                   |
| Fonte: Istituto Nazionale di Statistica (ISTAT) - Elaboração gráfica da Wikipedia |